# Panorama Leszczyńska
Panorama Leszczyńska – tygodnik regionalny istniejący od grudnia 1979 r. Dawniej ukazywał się w ówczesnym województwie leszczyńskim, obecnie swym zasięgiem obejmuje 9 powiatów w woj. wielkopolskim, dolnośląskim i lubuskim.
Tygodnik ma charakter informacyjno-publicystyczny. Jego wydawcą jest Polska Press, a redaktorem naczelnym - Robert Lewandowski.
Od września 2005 r. "Panorama" jest wydawcą portalu regionalnego otopanorama.pl.

## Redaktorzy naczelni
- Adam Zając
- Roman Majewski
- Robert Lewandowski